# Linus Weissbach
Zak Linus Weissbach, född 19 april 1998 i Högsbo församling i Göteborg, är en svensk professionell ishockeyspelare (ytterforward).